# Луї Армарі
Луї Армарі (фр. Louis Armary; нар. 24 липня 1963, Бетпуе, Верхні Піренеї, Франція) — колишній французький регбіст.

## Спортивна кар'єра
Луї Армарі вступив до клубу «Лурд» у 1980 році, де він грав на позиції стовпа протягом добрих пару сезонів.
1 травня 1980 року обраний «Французькими Варварами» до виступу в матчі проти збірної Шотландії, який відбувся в Ажен. Варвари виграли з рахунком 26:22.
Під час турне 1993 року він разом з командою перемогли збірну з Південної Африки, а у 1994 — матч проти збірної Нової Зеландії.

## Спортивні досягнення
Кубок світу з регбі:
- Фіналіст: 1987, 1991, 1995

Турнір п'яти націй
- Переможець: 1988, 1989, 1993
- Учасник: 1990, 1992, 1994,1995

## Подальша кар'єра
У березні 2015 року обраний радником округу кантону долини Гав, після виграння з Шанталь Робен-Родрігу. Після вступу в Відомчу Раду Високих Піренеїв, він 7 травня 2015 вступив на пост президента Відомчого Управління Спорту.